# Rio do Salto
O rio do Salto é um é um curso de água que banha o estado do Paraná. 